# In Concert – Live at Sibelius Hall
In Concert – Live at Sibelius Hall – album fińskiej wokalistki Tarji Turunen. Zawiera utwory z koncertu w Sibelius Hall w Lahti. Album powstał dzięki współpracy z kompozytorem Harusem.
Zespół składał się z organisty Kalevi Kiviniemi, gitarzysty Marzi Nyman i perkusisty Markku Krohn oraz głównej gwiazdy koncertu – wokalistki Tarji Turunen. Na koncercie artystka wykonała utwór Walking in the Air, który stworzyła dawniej z zespołem Nightwish. Utwory wykonane podczas koncertu mają charakter świąteczny.

## Lista utworów
1. Arkihuolesi kaikki heita
2. Ave Maria op. 80
3. Ave Maria
4. Maa on niin kaunis
5. Varpunen jouluaamuna
6. Heiniilla harkien
7. En etsi valtaa loistoa
8. Jouluyo, juhlayo (Silent night)
9. Astral bells
10. You would have loved this
11. Walking in the Air
12. Improvision: variations sur un Noel